# Рогати
Рогати, некада Три Рогата, српска је музичка група.
Некадашњи члан је преминули композитор и пијаниста Александар Бањац. Александар Бањац, певач Борис Режак и гитариста Бранко Копривица су првенствено били бенд под називом Три Рогата. Назив бенду дају по својим хороскопским знацима јер су у питању два овна и један јарац. У плану је било да сниме свој заједнички албум са 16 песама, али је смрт пијанисте обуставила тај процес. Касније се бенду прикључује клавијатуриста Ненад Пауновић и саксофониста Габор Банфорд. Године 2023. објављују триптих, по једна песма од сваког Рогатог. Песме су снимљене у студију хармоникаша Аце Софронијевића. Рогати редовно наступају по Новом Саду и Београду, свирају углавном поп и рок музику. Осим са Борисом Режаком, Рогати сарађују и са певачима као што су Џенан Лончаревић, Јелена Пајић и Мирза Селимовић.

## Дискографија

### Синглови
- Пожелим ти срећу (2023)
- Срећо (2023)
- Невоља (2023)
- Додир љубави (2024)